# Викари, Франческо
Франческо Викари (итал. Francesco Vicari; род. 3 августа 1994, Рим) — итальянский футболист, защитник клуба Серии В «Бари».

## Биография

### Начало карьеры
Родился в столице Италии Риме 3 августа 1994 года, футболом начал заниматься в команде «Таранто», профессиональную карьеру начал летом 2012 года в молодежном составе клуба «Новара». Викари дебютировал в Серии B в последнем туре первенства сезона 2012/13. Он стал постоянным игроком стартового состава клуба с 2013 года. Викари не покинул коллектив, вылетевший в Лигу Про в 2014 году, а в 2015 году вернулся вместе с командой в Серию B.

### СПАЛ

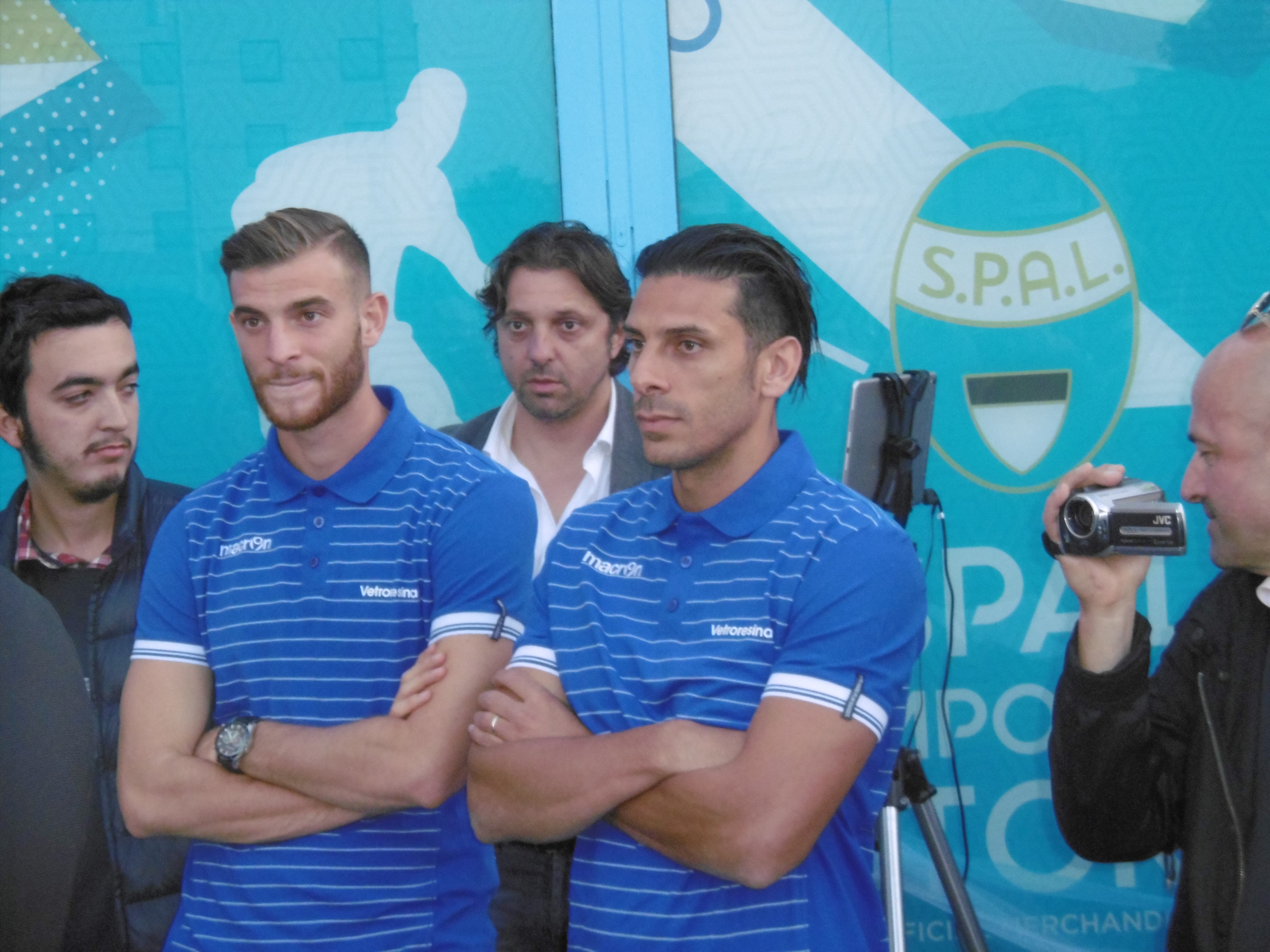
Франческо Викари и бывший капитан СПАЛ Серджо Флоккари на церемонии открытия нового магазина клубной атрибутики.

Летом 2016 года Викари перешел в клуб СПАЛ, недавно вышедший в Серию В. В конце сезона его игра помогла феррарской команде вернуться в высший дивизион после 49-летнего отсутствия. В сезоне 2017/18 Викари внес вклад в спасение своей команды от вылета из Серии А, заняв с клубом 17-ю позицию в турнирной таблице. Дебютный гол за «бело-голубых» в Серии А спортсмен забил 31 марта 2019 года в выездном поединке против «Фрозиноне», тем самым принеся гостям победу с минимальным счетом 1:0.

### «Бари»
9 июля 2022 года перешел в «Бари», подписав с командой двухлетний контракт с опцией автоматического продления в случае выхода клуба в Серию А в следующие два сезона.

### Международная карьера
В 2014 году Викари был вызван в расположение национальной сборной до 20 лет, в составе которой выступал до 2015 года, успев провести 5 матчей. 12 августа 2015 года он дебютировал в команде до 21 года в товарищеском матче с Венгрией (0:0).

## Статистика
| Клуб             | Сезон            | Лига             | Чемпионат | Чемпионат | Кубок | Кубок | Другое | Другое | Итого | Итого |
| Клуб             | Сезон            | Лига             | Игры      | Голы      | Игры  | Голы  | Игры   | Голы   | Игры  | Голы  |
| ---------------- | ---------------- | ---------------- | --------- | --------- | ----- | ----- | ------ | ------ | ----- | ----- |
| Новара           | 2012/13          | Серия B          | 1         | 0         | –     | –     | –      | –      | 1     | 0     |
| Новара           | 2013/14          | Серия B          | 24        | 0         | –     | –     | 1      | 0      | 25    | 0     |
| Новара           | 2014/15          | Серия C          | 24        | 1         | 1     | 0     | 2      | 0      | 27    | 1     |
| Новара           | 2015/16          | Серия B          | 14        | 0         | 1     | 0     | 1      | 0      | 16    | 0     |
| Новара           | Итого            | Итого            | 63        | 1         | 2     | 0     | 4      | 0      | 69    | 1     |
| СПАЛ             | 2016/17          | Серия B          | 34        | 1         | –     | –     | –      | –      | 34    | 1     |
| СПАЛ             | 2017/18          | Серия А          | 34        | 0         | 1     | 1     | –      | –      | 35    | 1     |
| СПАЛ             | 2018/19          | Серия А          | 28        | 2         | 1     | 0     | –      | –      | 29    | 2     |
| СПАЛ             | 2019/20          | Серия А          | 34        | 0         | 3     | 0     | –      | –      | 37    | 0     |
| СПАЛ             | Итого            | Итого            | 130       | 3         | 5     | 1     | 0      | 0      | 135   | 4     |
| Итого за карьеру | Итого за карьеру | Итого за карьеру | 193       | 4         | 7     | 1     | 4      | 0      | 204   | 5     |

## Достижения

### Клуб

#### Новара
- Серия C: 2014/15

#### СПАЛ
- Серия B: 2016/2017